# Malčice
Malčice (in ungherese Málca) è un comune della Slovacchia facente parte del distretto di Michalovce, nella regione di Košice.